# Glenn Cosey
Glenn Miller Cosey (Flint, 17 febbraio 1992) è un cestista statunitense, professionista in Europa.

## Palmarès
- Campionato lettone: 2

VEF Riga: 2018-2019, 2022-2023
- Coppa di Polonia: 1

Pierniki Toruń: 2018
- Coppa di Lettonia: 1

VEF Riga: 2023